# Sumirago
Sumirago là một đô thị ở tỉnh Varese trong vùng Lombardia, có cự ly khoảng 40 km về phía tây bắc của Milan và khoảng 10 km về phía tây namcủa Varese. Tại thời điểm ngày 31 tháng 12 năm 2004, đô thị này có dân số 6.032 người và diện tích là 11,5 km².
Đô thị Sumirago có các frazioni (đơn vị trực thuộc, chủ yếu là các làng) Albusciago, Caidate, Menzago, và Quinzano.
Sumirago giáp các đô thị: Albizzate, Azzate, Besnate, Brunello, Castronno, Crosio della Valle, Jerago con Orago, Mornago.